# Rue Saussier-Leroy
La rue Saussier-Leroy est une voie du 17e arrondissement de Paris, en France.

## Situation et accès
La rue Saussier-Leroy est une voie publique située dans le 17e arrondissement de Paris. Elle débute au 15, rue Poncelet et se termine au 18-22, avenue Niel.

## Origine du nom
La rue tire son nom de celui d'un ancien propriétaire.

## Historique
Cette voie, située initialement sur la commune de Neuilly, entre les actuelles rues Poncelet et Fourcroy, est classée dans la voirie parisienne par décret du 23 mai 1863 sous sa dénomination actuelle.
Elle est prolongée entre la rue Fourcroy et l'avenue Niel par décret du 31 juillet 1867.

## Bâtiments remarquables et lieux de mémoire
- No 8 : Théophile Fragonard (1806-1876), artiste peintre, y vécut.
- No 18 : Marcelle Brunswig (1903-1987), artiste peintre, y vécut.